# Du Qiuniang
Dans ce nom chinois, le nom de famille, Du, précède le nom personnel.
Du Qiuniang ou Dame Du Qiu (dates de naissance et de mort inconnues) est une poétesse de la dynastie Tang. C'est la seule femme à figurer dans l'anthologie poétique Trois cent poèmes des Tang.

## Biographie
Née à Jinling (Nankin moderne), elle devient concubine du gouverneur militaire Li Qi à l'âge de quinze ans. Après l’exécution de Li pour s'être rebellé contre l'empereur Xianzong, Du sert dans le palais de l'empereur. Favorite de Xianzong, elle est nommée, par l'empereur Muzong, gouvernante de son sixième fils Li Cou. Après que Li Cou est accusé à tort par Zjeng Zhu et rétrogradé, Du retourne à Jinling.

## Chant de la robe dorée
Son seul poème qui nous est parvenu est le Chant de la robe dorée (en chinois simplifié : 金缕衣; en chinois traditionnel :  金縷衣, en pinyin : Jīnlǚyī), dont on pense qu'il est adressé à Li Qi (traduction libre) : 
Je vous exhorte, seigneur, à ne pas chérir votre robe de fil doré,

Plutôt, seigneur, je vous exhorte à chérir le temps de votre jeunesse ; 

Quand la fleur est ouverte et peut être cueillie, vous devez simplement la cueillir, 

N'attendez pas qu'il n'y ait plus de fleur, en vain pour casser des branches.
La « robe de fil d'or » est une synecdoque : ce vêtement représente la carrière officielle de Li Qi,.
Le Chant de la Robe Dorée, qui conseille à l'auditeur de profiter des plaisirs éphémères de la jeunesse, est comparé au poème anglais du 17e siècle To the Virgins, to Make Much of Time de Robert Herrick.

## Héritage
Alors qu'elle est retournée dans sa ville natale, pauvre et âgée, le poète Du Mu la rencontre et lui consacre un poème (杜秋娘诗). L’œuvre est précédée d'une brève biographie de Du, qui est la source des informations dont nous disposons sur sa vie.
La pièce du dramaturge Tang Xianzu, La flûte violette, compte un personnage dont le nom, Du Qiuniang, est choisi en référence à elle,.